# Hermann Linkenbach
Hermann Linkenbach (n. 8 aprilie 1889, Barmen⁠(d), Germania – d. 30 iunie 1959, Stade, Republica Federală Germania, Germania) a fost un sportiv ce a reprezentat Germania, medaliat olimpic. A participat la o ediție a Jocurilor Olimpice (1928) în care a câștigat o medalie de aur.

## Participări
Lista de mai jos prezintă principalele competiții la care a participat Hermann Linkenbach de-a lungul carierei.
- equestrian at the 1928 Summer Olympics – team dressage[*]